# 中華民國證券櫃檯買賣中心
財團法人中華民國證券櫃檯買賣中心（英語：Taipei Exchange）簡稱「櫃買中心」或「櫃買」，為承辦台灣證券店頭市場（OTC）交易業務的公益性財團法人組織。所編製之指數包括櫃買指數、電子工業類指數及各項產業分類指數。
截至2023年9月，上櫃公司約有814檔，興櫃公司約有319檔，創櫃公司約有106檔。櫃檯買賣中心之英語譯名最初譯為 (GTSM)，2000年5月22日更新其英語名稱為「TaiSDAQ」，矢志成為「台灣的NASDAQ」，於2015年2月24日更改為現名。

## 法源
《證券交易法》第四十二條及第六十二條，皆賦予「營業處所買賣有價證券」之法源。1994年10月，財政部證券暨期貨管理委員會修正發布《證券商營業處所買賣有價證券管理辦法》，確立櫃買中心之法律地位。

## 特色
身為台灣證券市場重要參與者之一，櫃買中心以推動經濟發展為宗旨，配合國家經濟政策，扶植台灣特色企業、開發新商品、活絡市場成交量，並積極與國際資本市場交流合作開拓新創業務，發展至今，已成為國際間極具特色的金融商品交易服務中心。
我國股票櫃檯買賣業務原係民國77年2月由中華民國證券商業同業公會籌辦。為健全資本市場、提高櫃檯買賣市場之功能，中華民國財政部於民國82年開始檢討櫃檯買賣市場之建制、功能及組織型態等相關問題，決定規劃設立中華民國證券櫃檯買賣中心，以公益性的財團法人組織為主體來推動櫃檯買賣市場之發展。歷經年餘之籌備推動，櫃買中心於83年11月1日依《證券交易法》設立，正式接辦櫃檯買賣市場業務。
在以打造「多功能與多層次之全方位交易所」之策略目標下，櫃買中心不僅積極扶植新興高科技產業、創意產業、中小企業及微型企業掛牌及籌資，更努力將櫃買市場建構成涵蓋集中交易與議價交易型態的多功能市場，同時經營包括股票、債券、ETF、TDR與店頭衍生性金融商品等多元化的商品交易業務，滿足投資人多元的交易需求。
在「企業資訊更透明、交易機制更公正、金融商品更多元」的經營策略下，櫃買中心戮力提供企業與投資大眾一個更優質的市場平台，期達成「流通證券、活絡經濟」的目標，使資金能如活水順暢流通，並為台灣資本市場注入更多元、創新的動能。

## 單位組織
- 新創發展部

「創櫃板」相關業務之推動以及其未來市場化規劃等事宜。相關規章之制定、研究與宣導。
- 上櫃審查部

股票及其衍生性商品之上櫃審查與申請登錄興櫃等事宜。相關規章之制定、研究與宣導。
- 上櫃監理部

股票發行人之監督管理等事宜。相關規章之制定、研究與宣導。
- 交易部

櫃檯買賣股票與其衍生性商品、黃金及共同基金受益憑證之交易及給付結算作業等事宜。相關規章之制定、研究及宣導。
- 監視部

本中心所有交易商品（包含上興櫃股票、權證、債券及衍生性商品等）監視業務等事宜。相關規章之制定、研究及宣導。
- 債券部

債券及其衍生性商品之上櫃及其發行人之管理。債券及其衍生性商品之交易及給付結算作業。相關規章之制定、研究與宣導。
- 資訊部

櫃檯買賣交易資訊、統計資料之製作。電腦系統之規劃、程式軟體之開發與設計。交易資料、檔案與機房管理。
- 券商輔導部

櫃檯買賣證券商財務業務之管理與稽核。櫃檯買賣證券商及人員之服務與管理等事宜。
- 管理部

議事、文書、檔案管理及印信典守。營繕工程及財物之採購、保管與維護。各項契約、業務規章之審閱及出具法律意見。人事、會計管理事項。
- 企劃暨國際部

市場宣導、研究發展及專案規劃事項。國際證券相關機構之聯繫與交流。國際性會議之主辦、協辦及參與。公共關係及媒體聯繫等事宜。
- 內稽小組

櫃買中心內部稽核、內部控制事宜。

## 外部連結
- 財團法人中華民國證券櫃檯買賣中心 （页面存档备份，存于）（繁體中文）（英文）（日語）
- 證券櫃檯買賣中心的Facebook專頁